# فياتشيلاف بونوماريف
فياتشيلاف بونوماريف (2 يناير 1978 بنمنكان في أوزبكستان - ) هو لاعب كرة قدم أوزبكستاني في مركز الوسط. شارك مع منتخب أوزبكستان لكرة القدم. أما مع النوادي، فقد لعب مع نادي باختاكور طشقند ونادي بونيودكور ونادي نيفتشي فرغانة ونافباخور نامانجان وميتالورج بيكاباد وFC Dustlik ‏ وFC Bukhara ‏ وFC Shurtan ‏ وQizilqum FC ‏.

## روابط خارجية
- فياتشيلاف بونوماريف على موقع قاعدة بيانات كرة القدم.إي يو (الإنجليزية)
- فياتشيلاف بونوماريف على موقع ناشيونال فوتبول تيمز (الإنجليزية)
- فياتشيلاف بونوماريف على موقع Soccerway.com (الإنجليزية)